# Lupercos

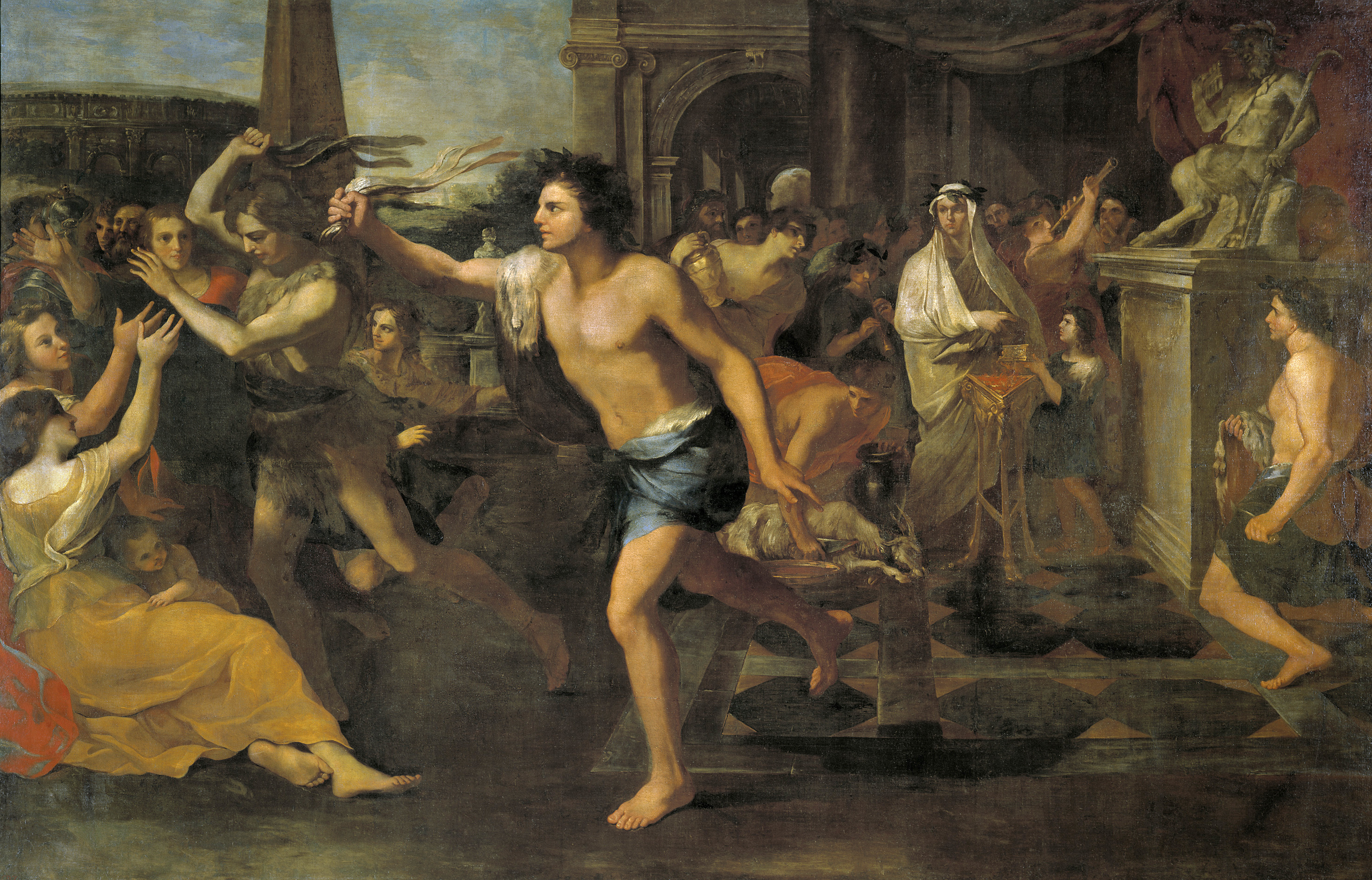
Andrea Camassei, Fiestas Lupercales (c. 1635), Madrid, Museo del Prado.

Los lupercos (latín: luperci) eran unos sacerdotes de la Antigua Roma que formaban el colegio sacerdotal de los lupercos o sodales luperci, que ofrecían culto al dios de la fertilidad y los rebaños, Luperco.

## Etimología
Aunque el nombre luperci hace principal referencia al lobo, su formación es oscura. Varios estudiosos de la Antigua Roma, entre ellos Andréas Alfôldi, han visto en los luperci los restos de un Männerbund, un sistema de lazos sociales entre guerreros en los antiguos pueblos germánicos, que se suponen en el origen del Estado romano.
Este vínculo con los Männerbunde puede apreciarse también en su indumentaria: sólo llevan una piel de cabra alrededor de la cintura. Este atuendo es el del "hombre disfrazado de cabra que aúlla como un lobo" en el ritual (en parte) luvita. Los lupercos se describen a sí mismos como lobos que se disfrazan de cabra. Son esencialmente lobos, razón por la cual su deidad elegida es Fauno (al que se le relaciona con Luperco), cuyo nombre significa "estrangulador ".

## Colegio de lupercos
El colegio de lupercos estaba formado por hijos de las cinco familias aristocráticas más antiguas, descendientes de los fundadores de Roma. Eran nombrados anualmente, pero su número exacto se desconoce, aunque se suele suponer, por analogía con el colegio de los salios, que eran doce. Su sede estaba en la cueva Lupercal.
Al principio se dividían en dos colegios: Fabios y Quintilianos, para recordar los dos partidos de Remo y Rómulo dirigidos por Fabio y Quintilio. Julio César en el 44 a. C. creó un nuevo colegio de luperci en su propio honor: el de los Julianos. Estos sacerdotes pervivieron hasta el reinado del emperador Anastasio I.

## Lupercales
Las fiestas lupercales se celebraban cada 15 de febrero con una ceremonia y procesión en memoria de la lactancia de Rómulo y Remo por parte de la loba Luperca. También se rendía homenaje a Fauno Luperco, como deidad de la fertilidad.
Para ello, los lupercos vestidos con piel de cabra, con la cara manchada de sangre de un animal sacrificado o con una máscara, participaban corriendo en torno al Palatino, núcleo originario de la Roma quadrata y azotaban a las mujeres que encontraban a su paso con unas correas realizadas con tiras de los animales sacrificados durante las fiestas para, supuestamente, pudieran quedar fecundadas a lo largo del año.